# アチャーヤ・ジャガディッシュ・チャンドラ・ボース植物園
アチャーヤ・ジャガディッシュ・チャンドラ・ボース植物園（Acharya Jagadish Chandra Bose Indian Botanic Garden ）またはコルカタ植物園、（かつては王立カルカッタ植物園（Royal Botanic Garden, Calcutta）と呼ばれた）は、インドのコルカタにある植物園である。希少植物が集められており、109ヘクタールの敷地に12,000種以上の種が集められている。インド環境森林省（Ministry of Environment and Forests）の植物調査局（Botanical Survey of India:略称BSI）が管理している。

## 歴史
1787年にイギリス東インド会社の将校、ロバート・キッド（Robert Kyd）によって、チークなどの商業価値の高い植物の探索や輸出のための育成のために設立され、その後、茶の木の栽培などが行われた。1793年に植物学者のウィリアム・ロクスバラが管理を行うようになると、インド各地から多くの植物を集めるようになった。この収集された植物標本は後にインド植物調査局の国立中央標本館（Central National Herbarium）となり、2百万を超える標本数に達している。ナサニエル・ウォーリッチが園長を務めた時代には熱帯植物の標本館として比類のないものであると、ジョセフ・ダルトン・フッカーに評価された。
一般に公開されて、長年多くの入場者を迎えている。1970年代には改良された食用植物の研究も始められた。2009年6月に名前をインドの科学者、ジャガディッシュ・チャンドラ・ボースの功績を記念してアチャーヤ・ジャガディッシュ・チャンドラ・ボース植物園に改めた。

## 公園の画像

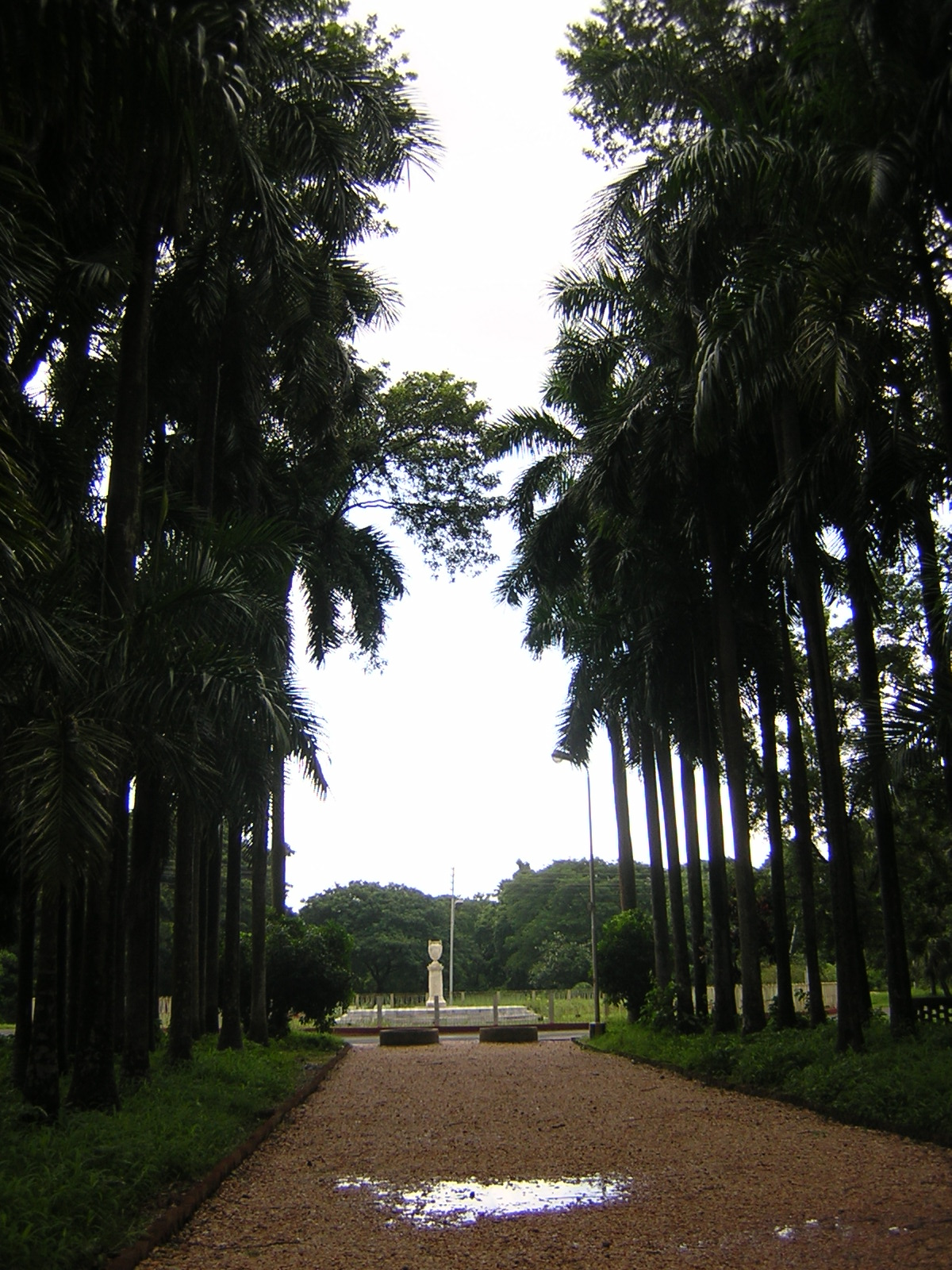
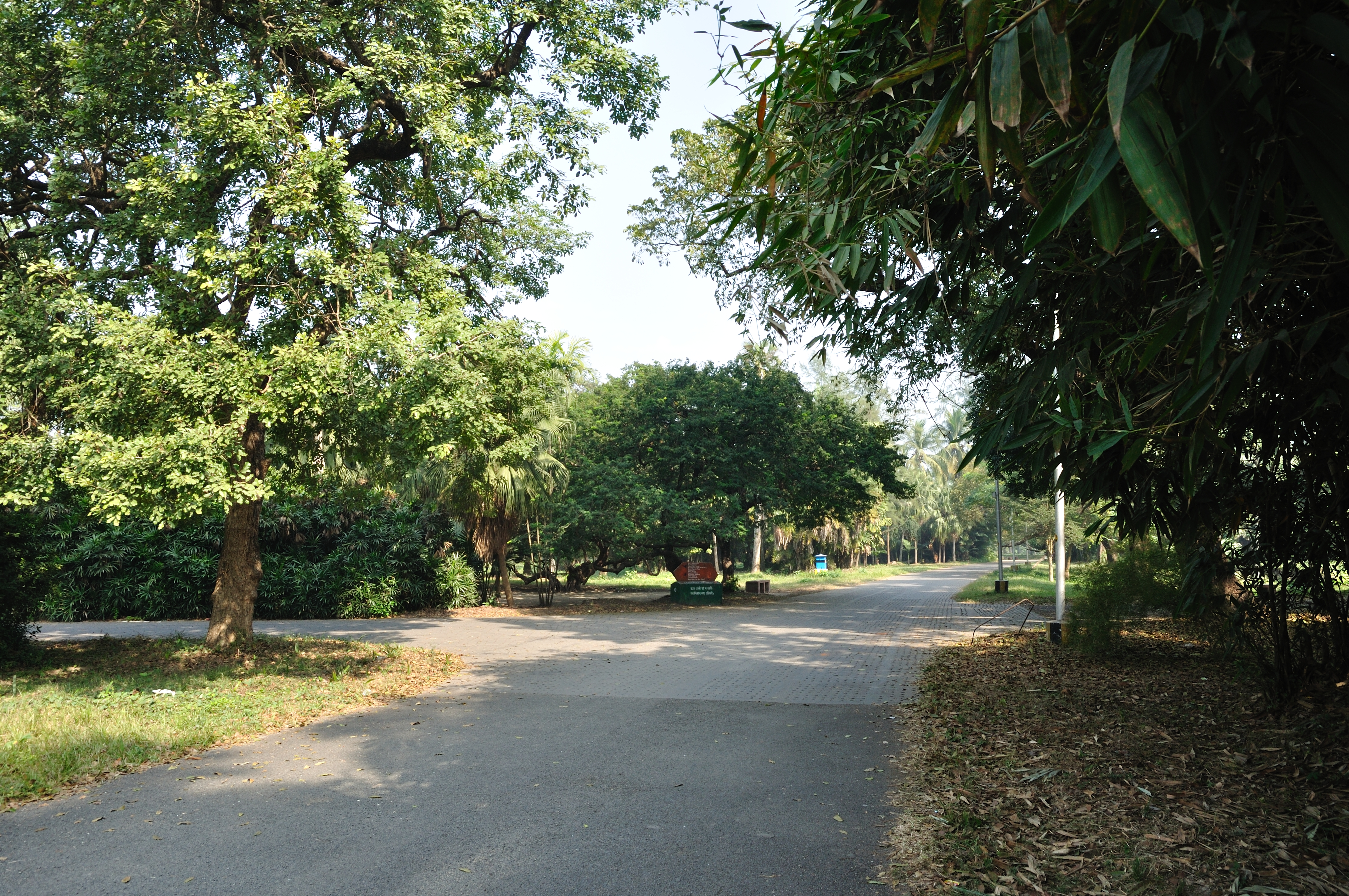
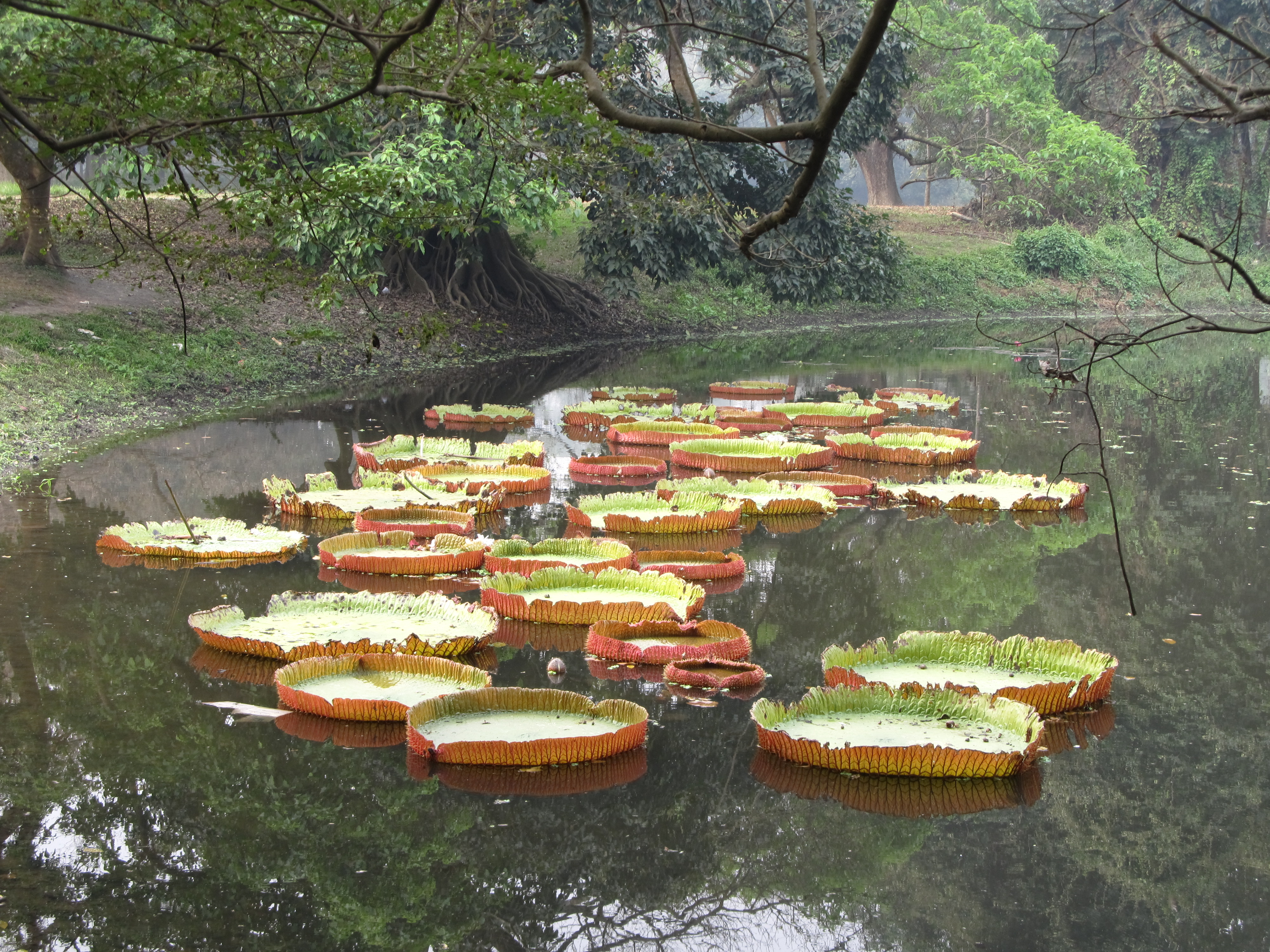
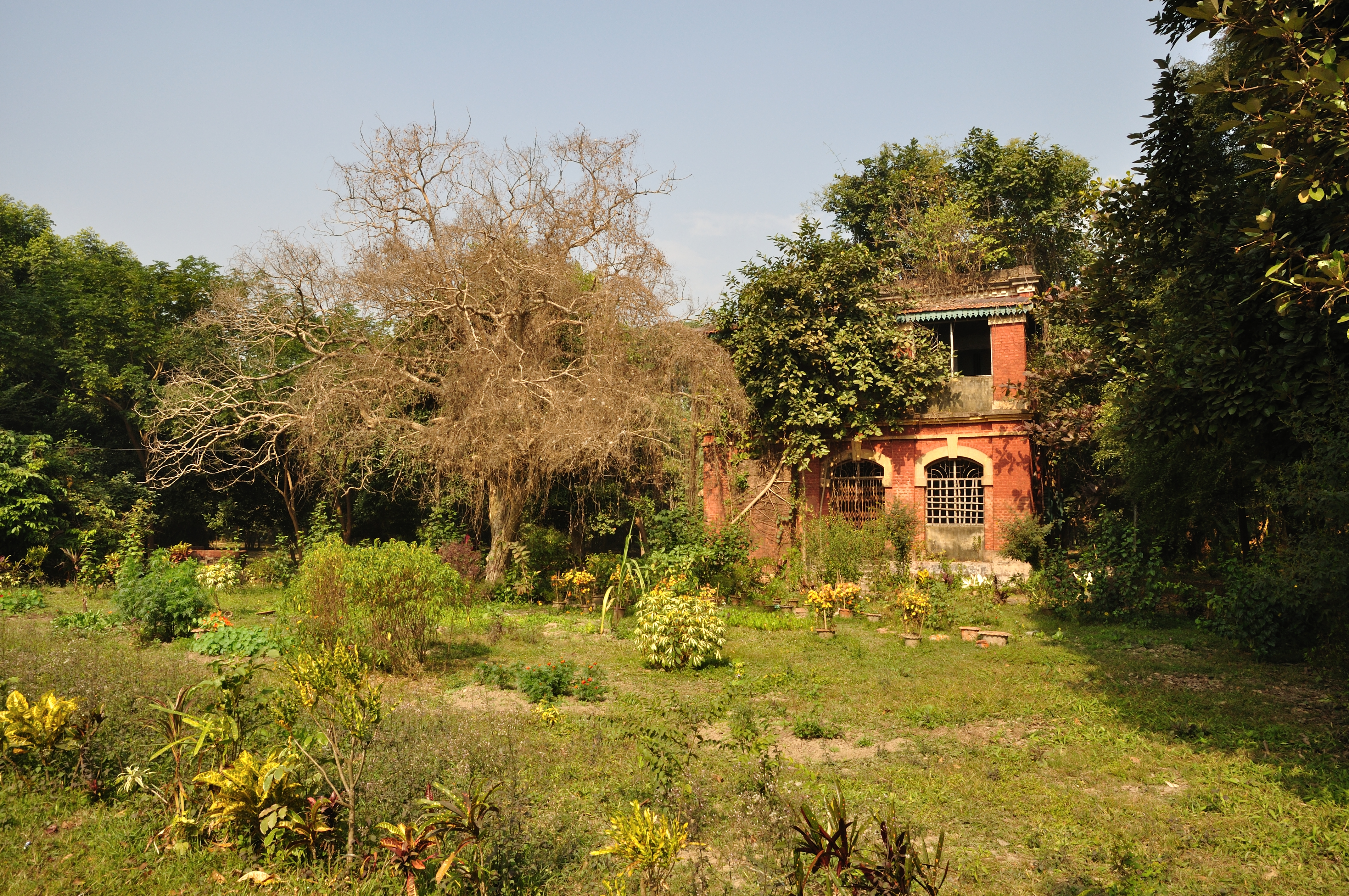